# Лексикална единица
Лексикалните единици са единични думи или думи групирани в езиковия речник. Примери са „котка“, „пътно осветление“, "take care of", "by-the-way" и "Каквато козата, такова и ярето". Лексикалните единици са такива, че обикновено се смята, че носят едно определено значение, много подобно на лексемата, но не се лимитират до единична дума.